# 新学期アラカルト
「新学期アラカルト」（しんがっきアラカルト）は、日本のボーカルダンスユニット・M!LKの通算3枚目となるシングル。
2016年3月30日にSDRから発売された。

## 収録曲
1. 新学期アラカルト [4:31]
作詞：深川琴美、作曲：倉内達矢、編曲：清水哲平
2. フレ!フレ!オレ! [2:50]
作詞・作曲・編曲：岡部波音
  - TYPE-Aのみ
3. 男子スイーツ部発足します [3:36]
作詞・作曲・編曲：NA.ZU.NA
  - TYPE-Bのみ
4. Now Story [3:47]
作詞：Yu-ki Kokubo、作曲：Yu-ki Kokubo・Masaki lehara、編曲：Masaki Iehara
  - TYPE-Cのみ

## 収録アルバム
- 王様の牛乳  ※｢新学期アラカルト｣、｢Now Story｣のみ
- Jewel  ※｢フレ!フレ!オレ!｣のみ